# Список дослідниць та мандрівниць

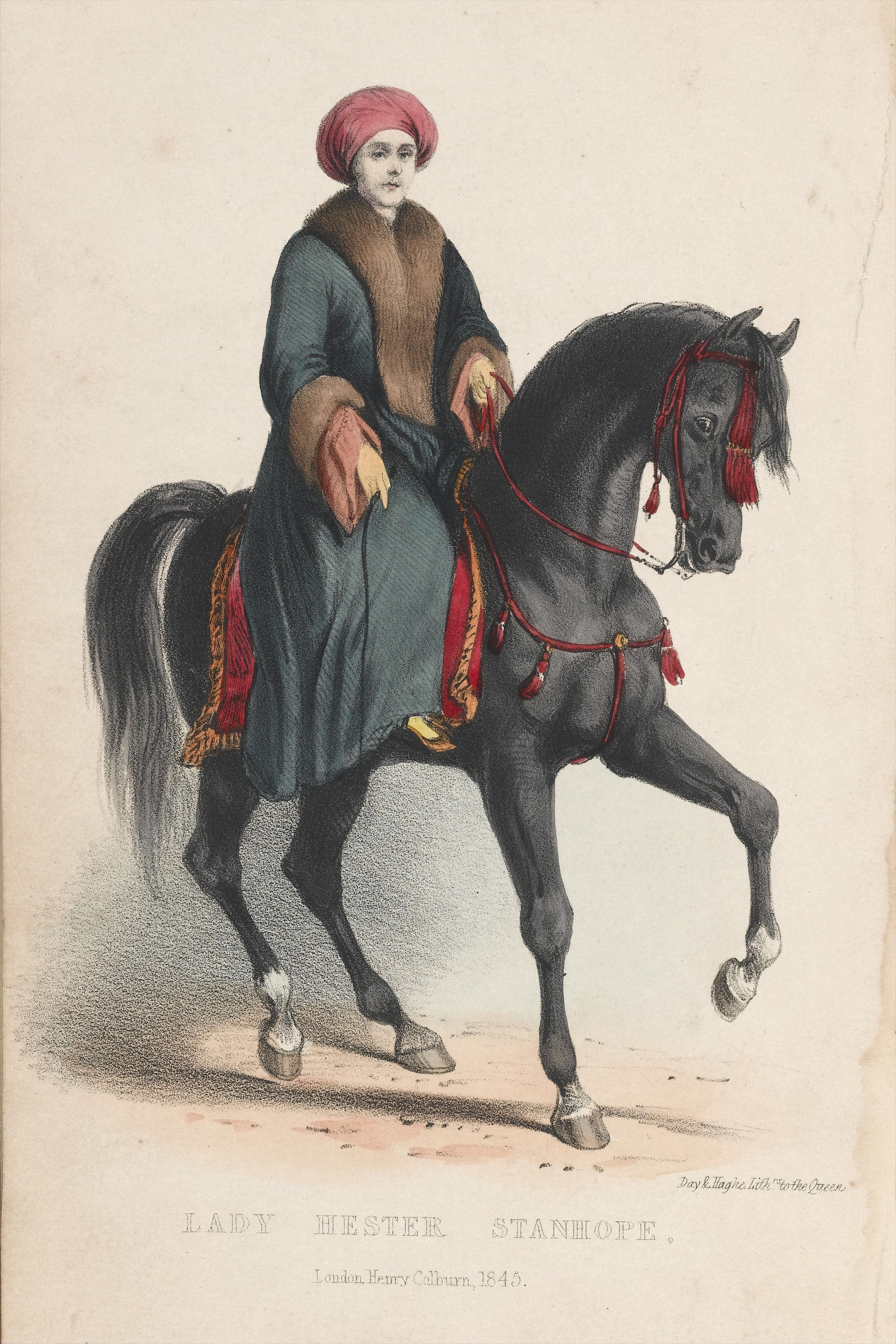
Леді Хестер Стенхоуп подорожувала світом, перевдягнута чоловіком

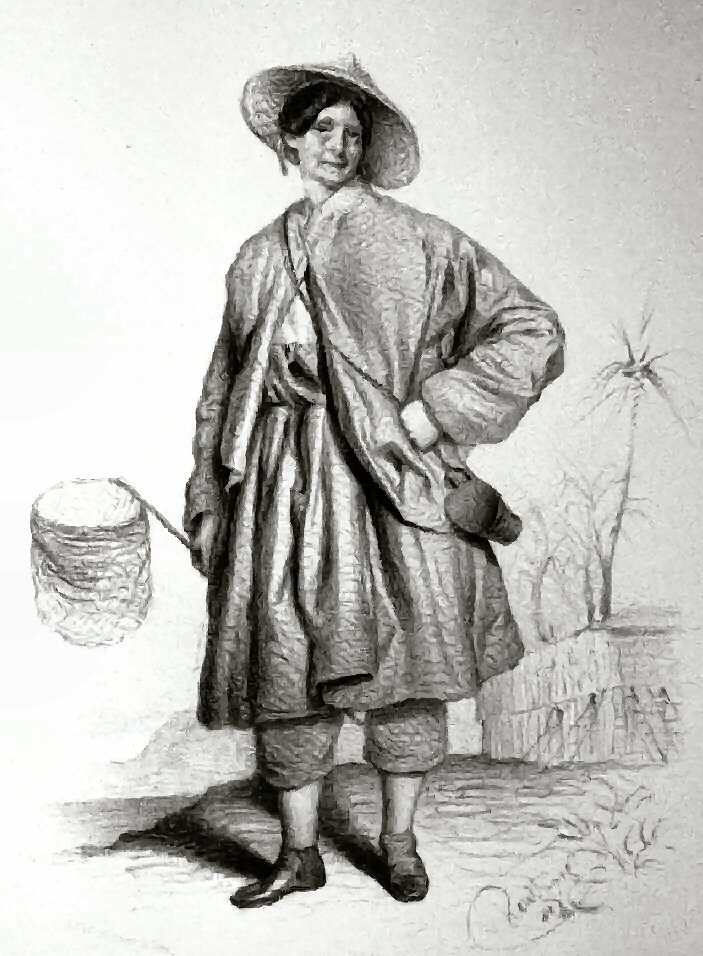
Іда Пфайффер в одязі для експедиції з сачком для комах та контейнером для зразків

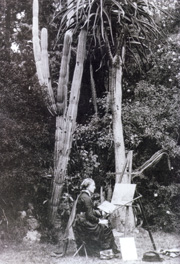
Маріанна Норт зображує місцеву рослинність

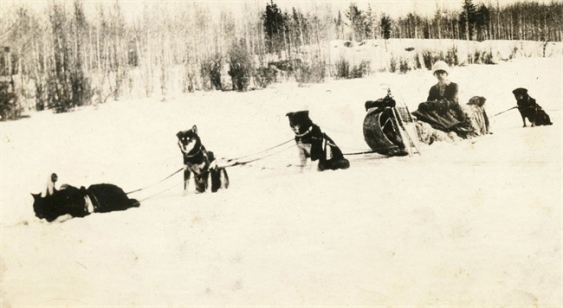
на упряжці, північ Канади.

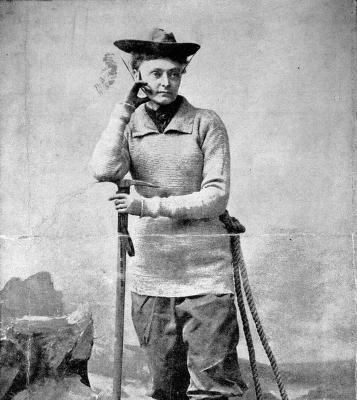
Енні Сміт Пек в костюмі для скелелазання, 1878

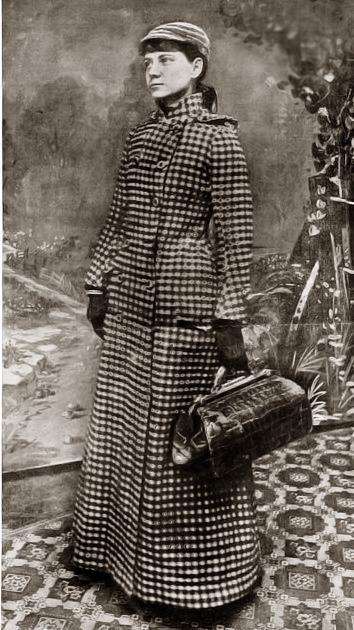
Неллі Блай перед навколосвітньою подорожжю, 1889

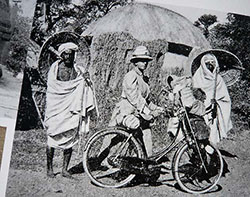
Фенні Буллок Воркмен у велотурі Індією, 1897.

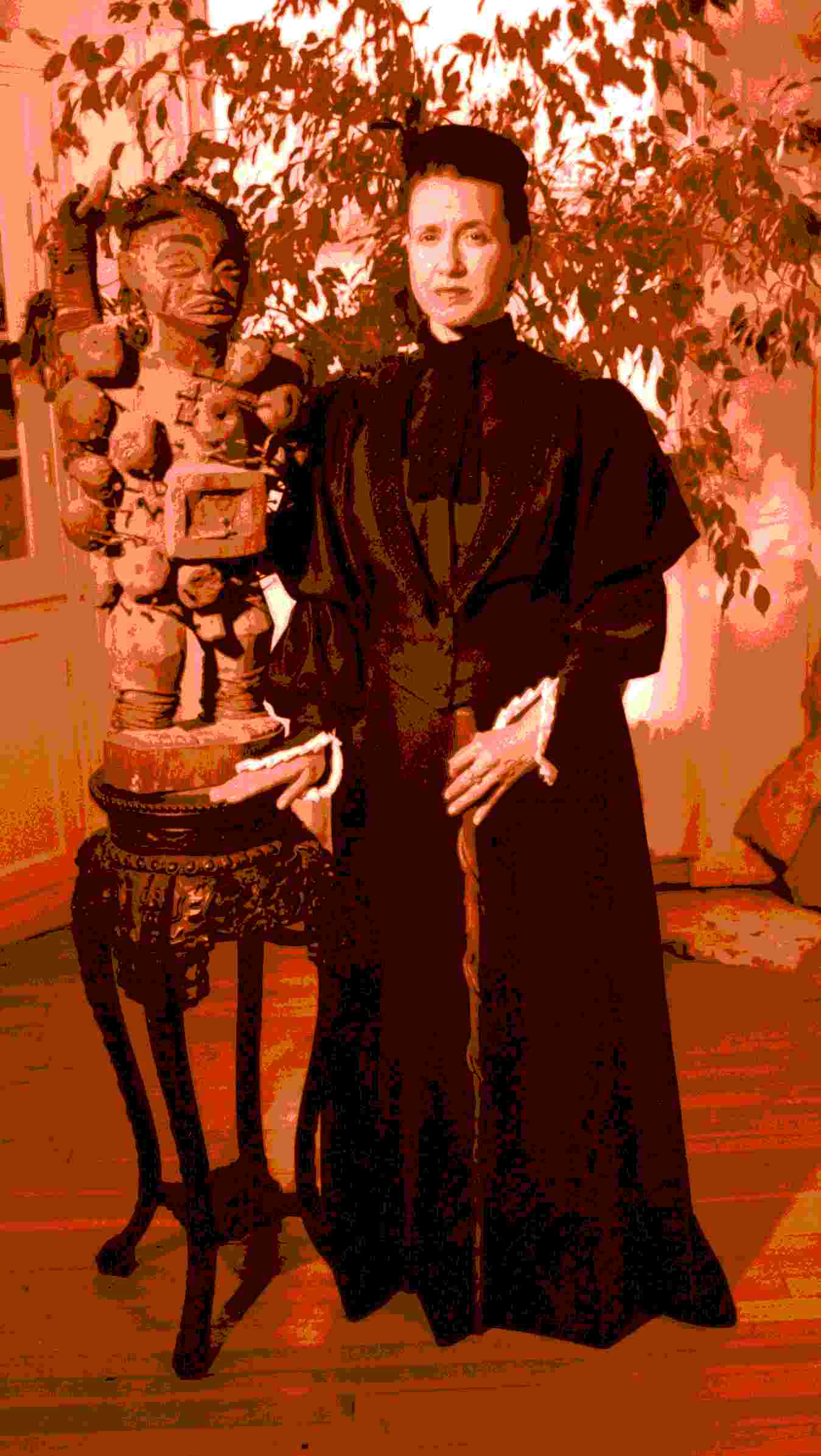
та її знахідки з Західної Африки

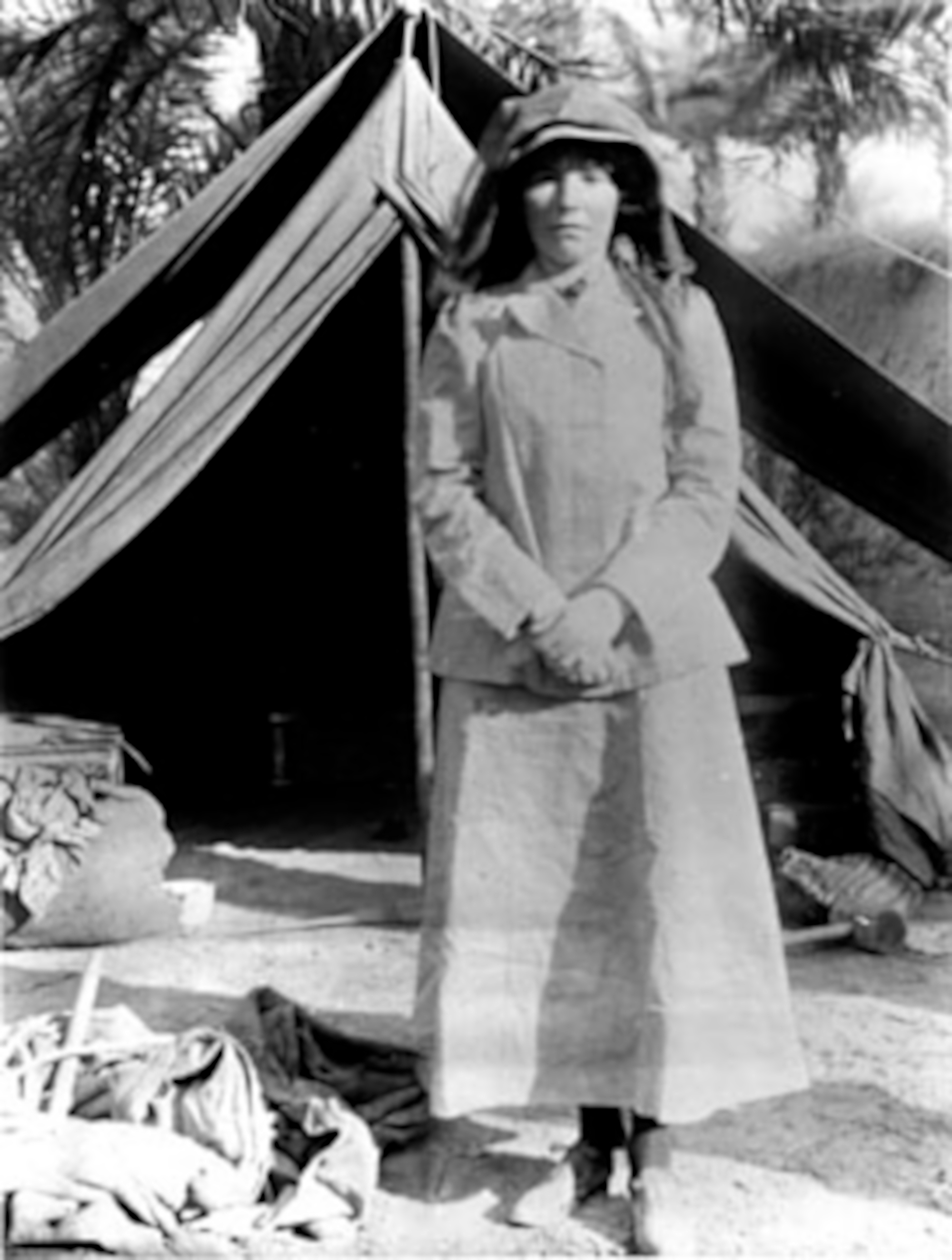
Гертруда Белл в Іраку, 1909.

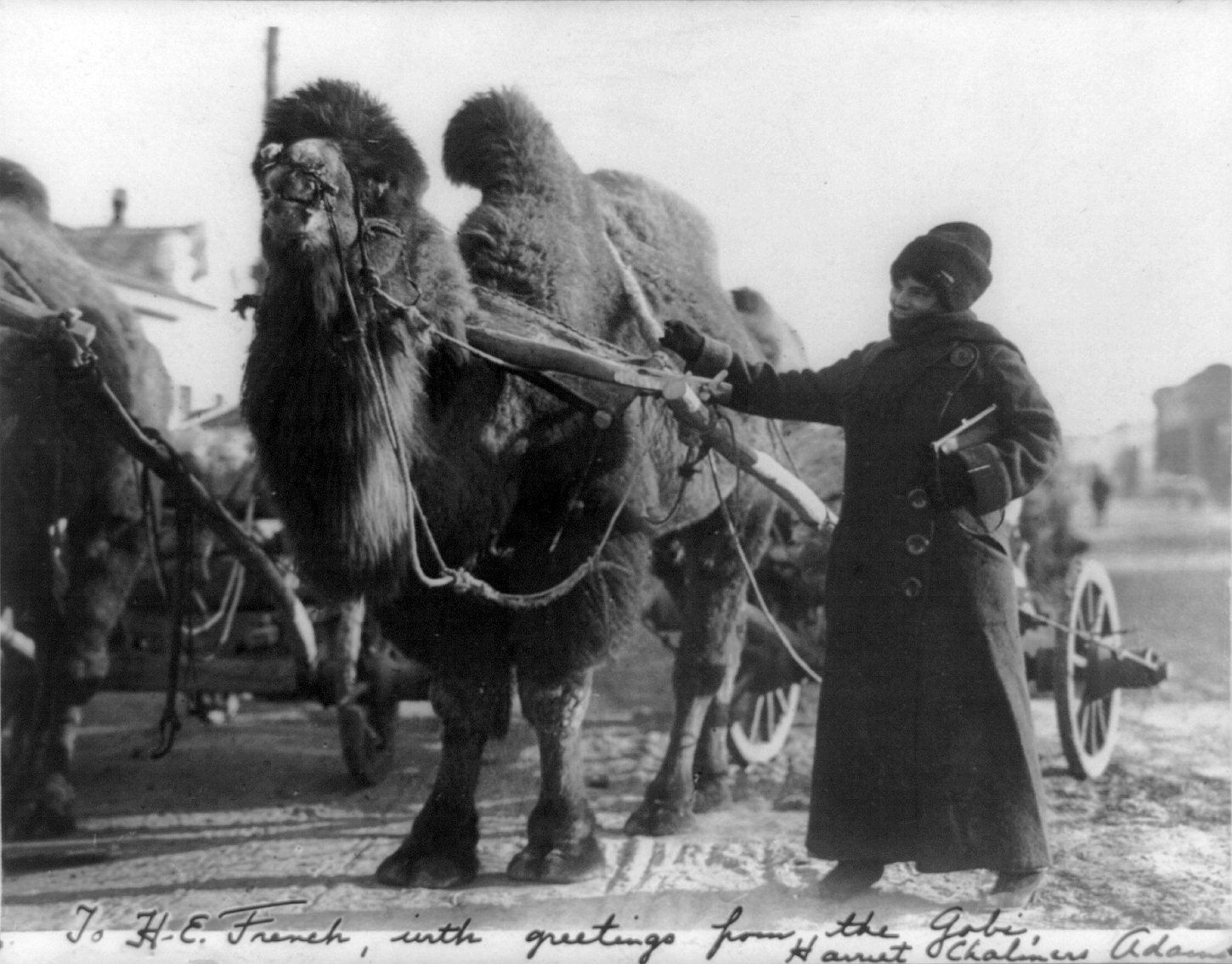
Гаррієт Чалмерс Адамс у пустелі Гобі. Між 1909 та 1939.

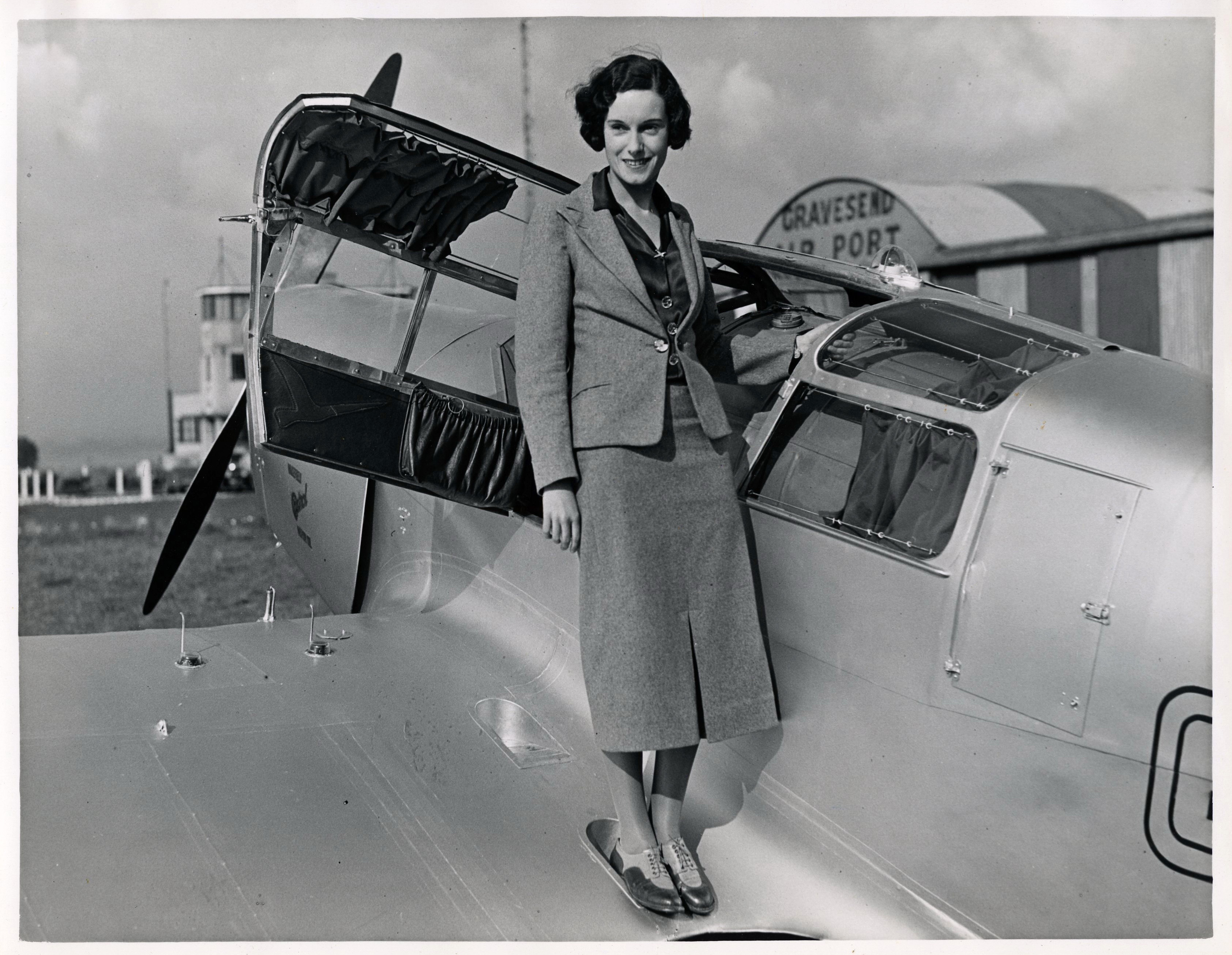
Джин Баттен зі своїм літаком Percival Gull.

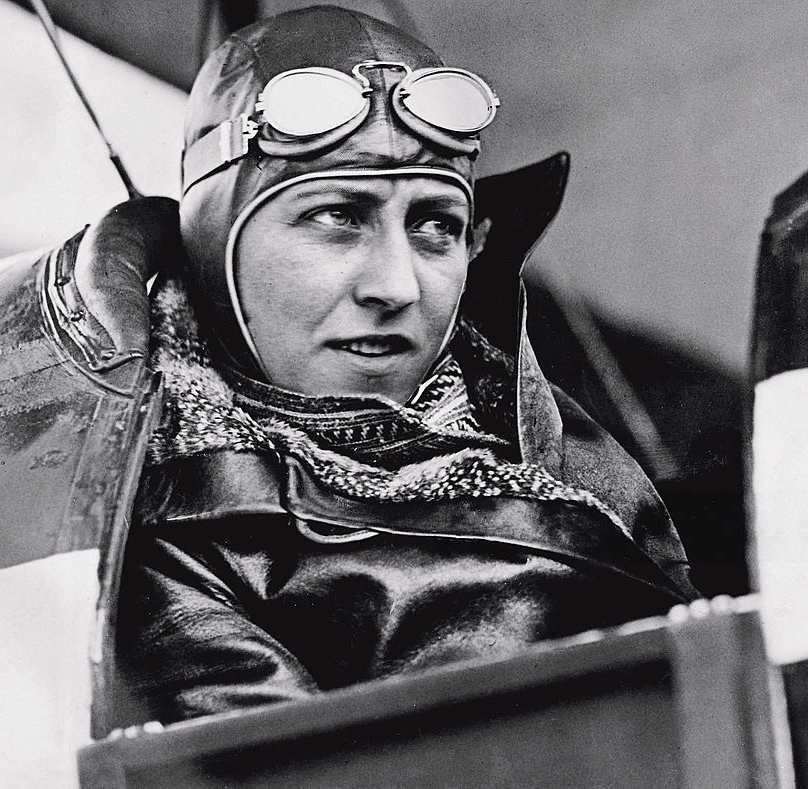
Емі Джонсон вилітає з Австралії в Ньюкасл, 1930

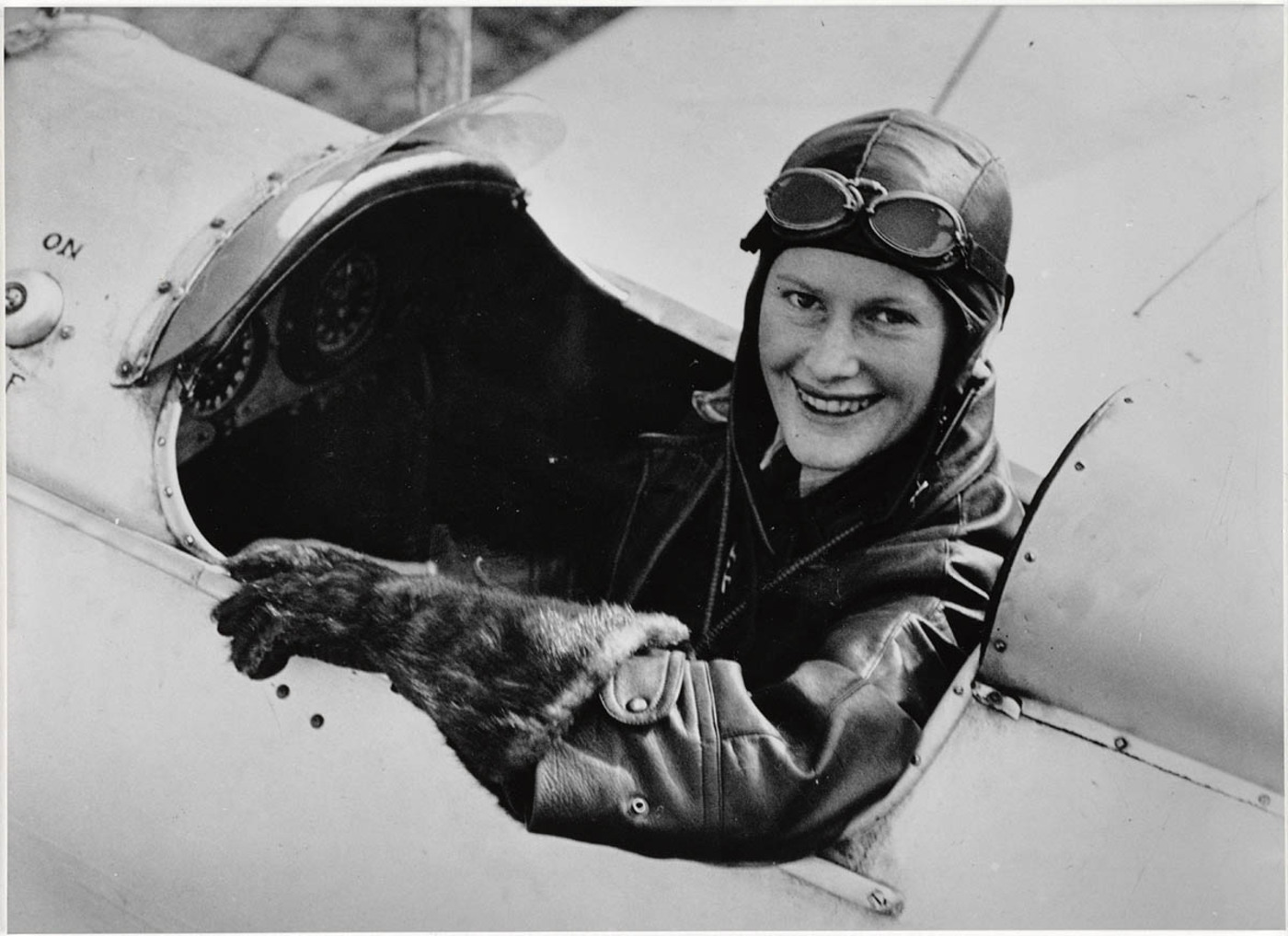
Ненсі Бьорд у літаку "Gypsy Moth" в авіашколі Кінгсфорд Сміт, 1933

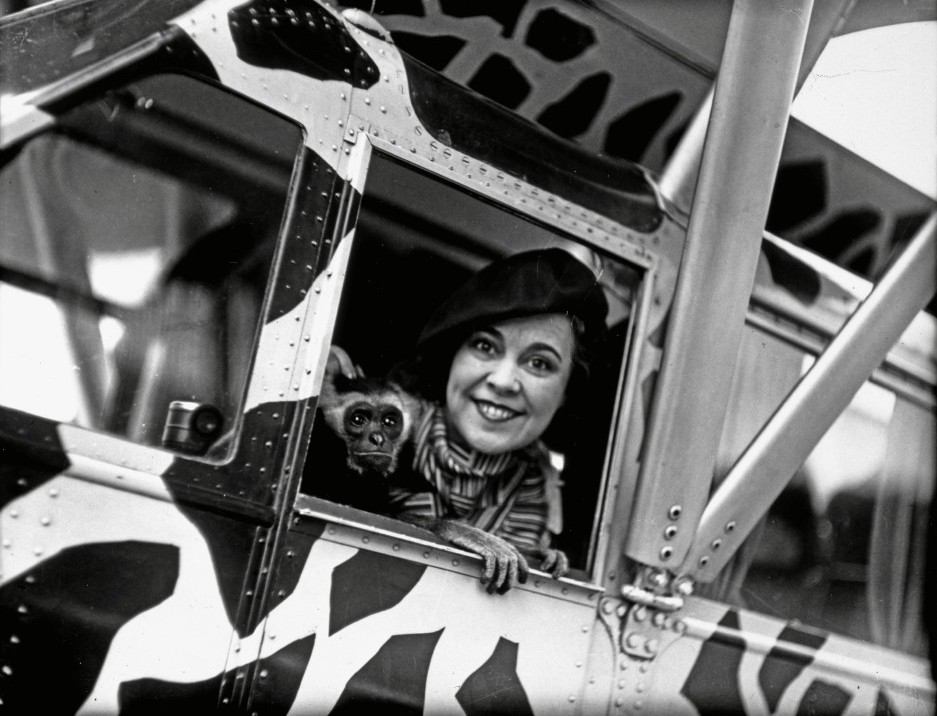
Оза Джонсон з гібоном на літаку, 1918-1936

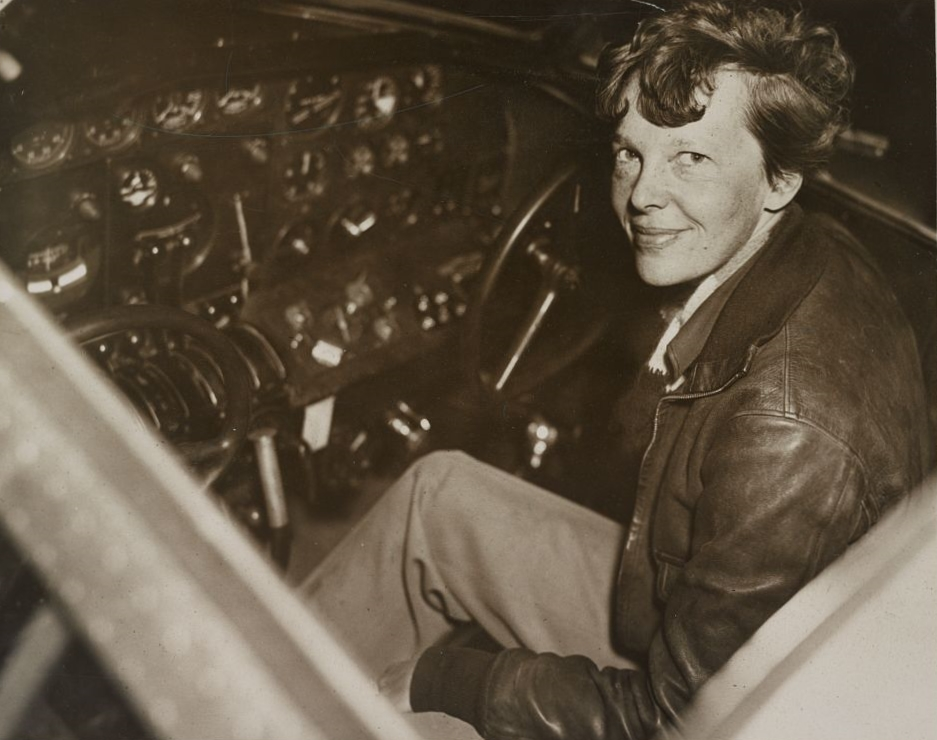
Амелія Ергарт за пультом керування літака Електра, 1937

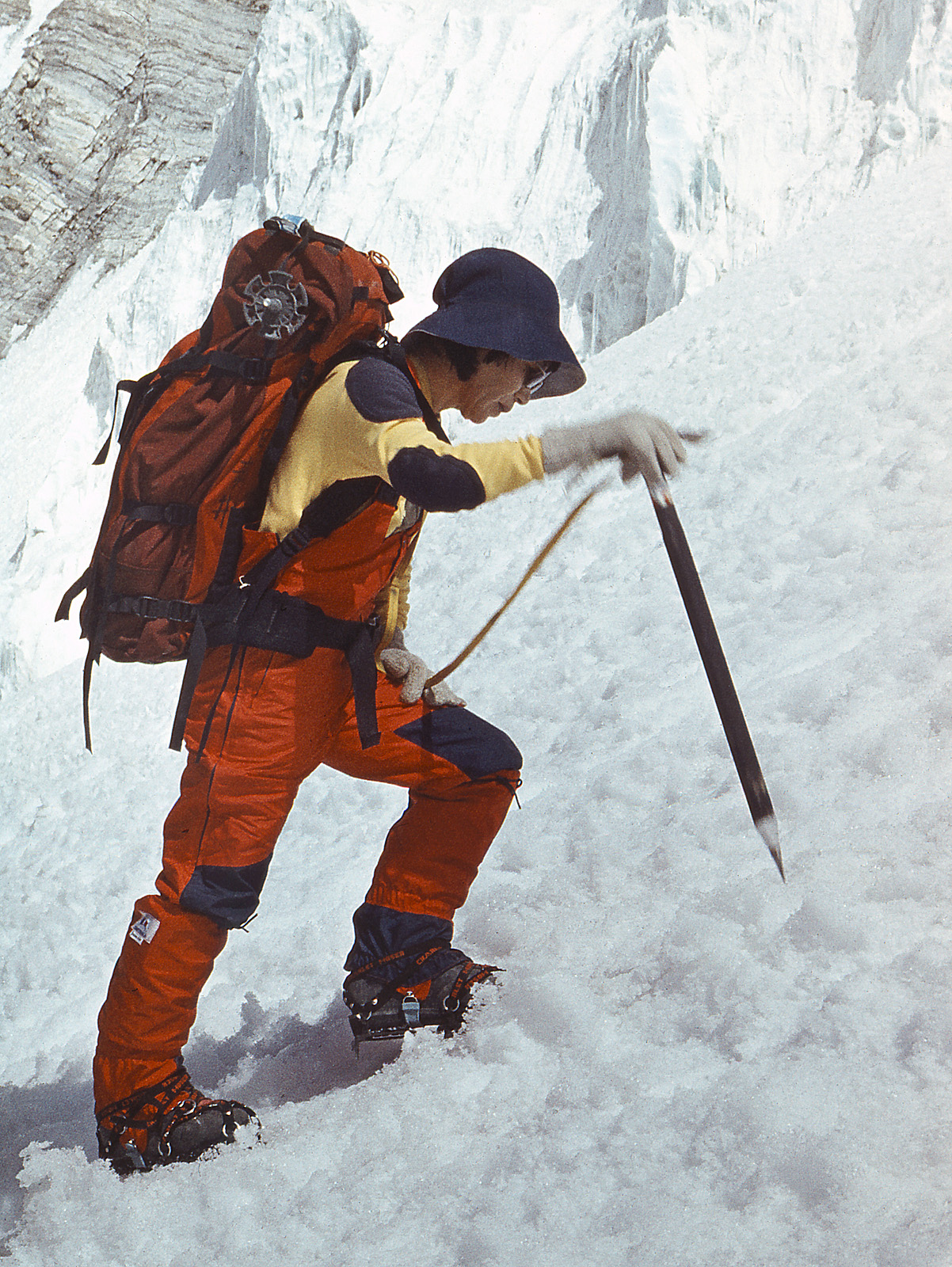
Табеї Дзюнко на піку Ісмаїла Самані, 1985.

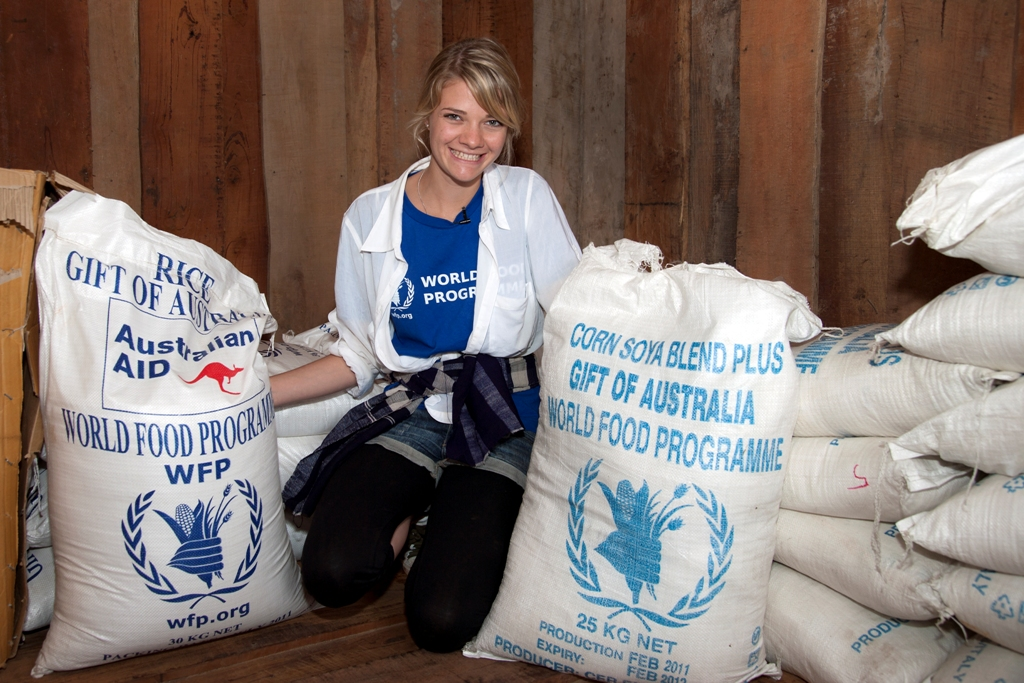
Джессіка Вотсон в Лаосі Світовою продовольчою програмою, 2011

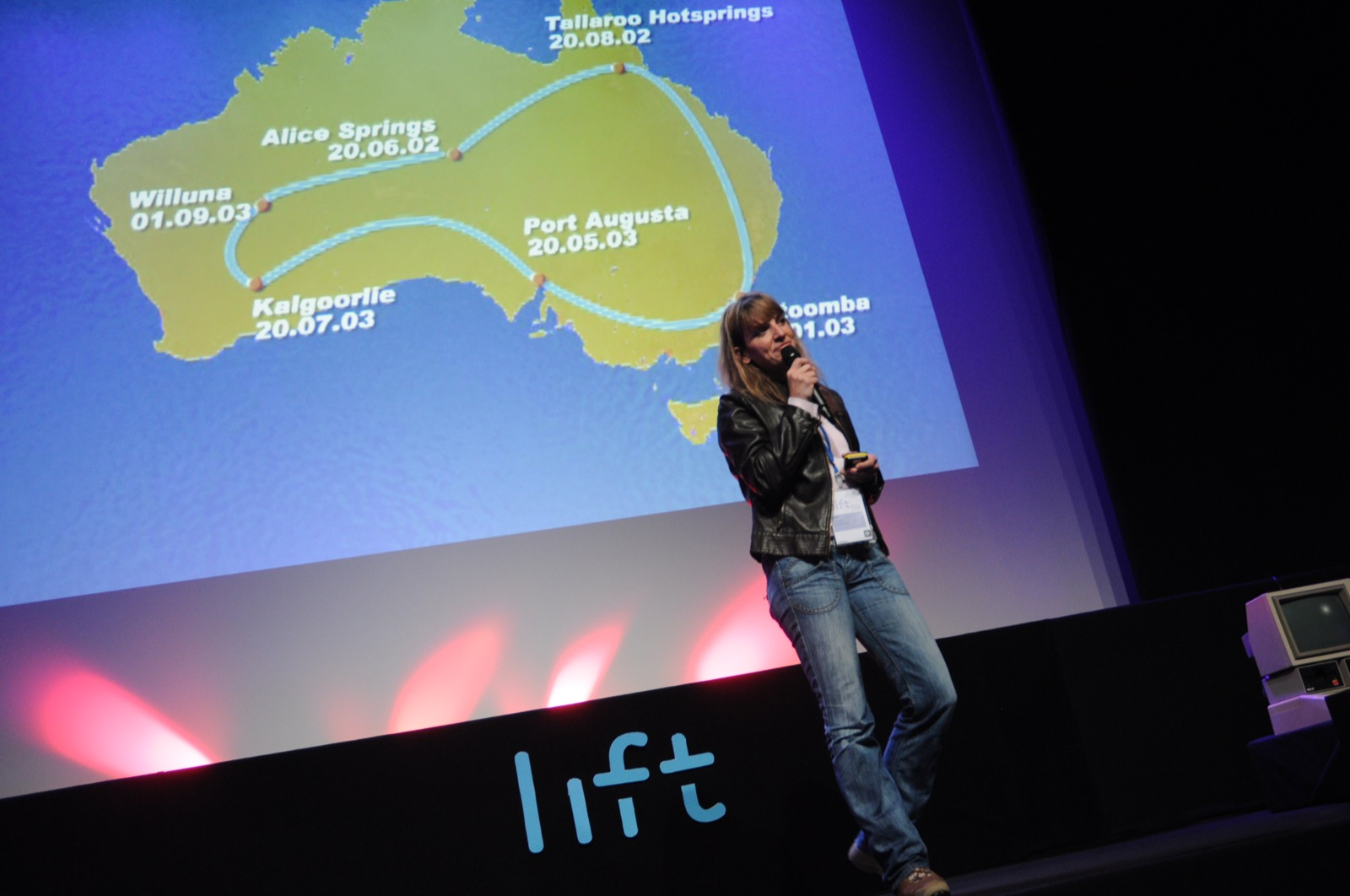
Сара Маркіз презентує свій піший маршрут Австралією

Список жінок, які досліджували нові території або подорожували світом: натуралісток, морячок, альпіністок, наїзниць собак, плавчинь, льотчиць, підводних експедиторок, антропологинь, біологинь, археологинь.
В окремі списки, включені космонавтки, полярниці, ботанікині та авіаторки.
Див. Список винахідниць та винаходів і відкриттів, здійснених жінками, жінки в науці. 
| Ім'я                            | Портрет | Країна                          | Н.         | П.      | Досягнення |
| ------------------------------- | ------- | ------------------------------- | ---------- | ------- | --- |
| Гаррієт Чалмерс Адамс           |         | США                             | 1875       | 1937    | Досліджувала та фотографувала Південну Африку, Азію, південь Тихого Океану, подорожуючи верхи. Журналістка «National Geographic», воєнна кореспондентка, заснувала Товариство жінок-географів.                                                                              |
| Домінік Ардуа                   |         | Франція                         | 1960       | 2004    | Зникла під час спроби стати першою жінкою, що дійде на лижах до Північного Полюсу. |
| Жанна Барре                     |         | Франція                         | 1740       | 1807    | Перша жінка, що здійснила навколосвітнє плавання у 1866—1868 роках, прикидаюючись чоловіком-прислугою на кораблі Луї Бугенвіля. Зібрала на Самоа, Гебридах, о-вах Бісмарка, Новій Гвінеї і Маврикії 5000 видів рослин, 3000 з яких були новими.                             |
| Джин Баттен                     |         | Нова Зеландія                   | 1909       | 1982    | Перша людина, що сольно пролетіла між Англією та Новою Зеландією, побивши інші рекорди. |
| Флоренс Бейлі                   |         | США                             | 1863       | 1948    | Американська орнітологиня та письменниця-натуралістка, провела обширні роботи на американському Заході. |
| Енн Бенкрофт                    |         | США                             | 1955       | -       | Перша жінка, що об'їзила льодові шапки на Північному та Південному Полюсах (з використанням саней на упряжці, лиж та пішої ходи). Перша жінка, що перетнула Ґренландію та (разом з Лів Арнесен) Антарктику на лижах. Почесний член Національної зали слави жінок 1995 року. |
| Керол Беквіт                    |         | США                             | 1945       | -       | Фотографка, письменниця та кінематографістка, знана документуванням племінних культур Африки, найвідоміше у союзі з австралійською фотографкою Анджелою Фішер. |
| Гертруда Белл                   |         | Англія                          | 1868       | 1926    | Досліджувала. фотографувала та картографувала Велику Сирію, Месопотамію, Малу Азію, Аравію. Визначна політична діячка Британії в Іраку, шпигунка, письменниця, археолог та мандрівниця.                                                                                     |
| Лаура Бінгем                    |         | Англія                          | 1992       | -       | Дослідниця та авантюристка, перетнула континент Південної Америки без грошей; очолила перший спуск річкою Ессекібо (Південна Америка). |
| Ізабелла Берд                   |         | Англія                          | 1831       | 1904    | Дослідниця, письменниця, фотографка та натуралістка, що подорожувала одна Північною Америкою, Гаваями, Японією, Кореєю, Китаєм, В'єтнамом, Сингапуром, Малайзією, Індією, Персією, Курдистаном, Туреччиною і Марокко.                                                       |
| Ненсі-Бьорд Волтон              |         | Австралія                       | 1915       | 2009    | Піонерка авіації, у 19 стала наймолодшою австралійкою з ліцензією пілота. Засновниця Australian Women Pilots' Association. |
| Неллі Блай                      |         | США                             | 1864       | 1922    | Журналістка-експериментаторка, письменниця, підприємиця. Перша людина, що здійснила навколосвітню подорож за 72 дні. Жила й працювала в найрізноманітніших місцях (включно з психіатричною лікарнею) з метою їх дослідження.                                                |
| Луїза Бойд                      |         | США                             | 1887       | 1972    | Дослідниця Ґренландії та Арктики. В 1955 році стала першою жінкою, що пролетіла через Північний Полюс Здійснила шість експедицій за власний кошт, секретно працювала на уряд США у Другу світову.                                                                           |
| Сюзен Бутчер                    |         | США                             | 1954       | 2006    | Мандрівниця на собаках на Алясці. |
| Аделін Ван Бюрен                |         | США                             | 1889       | 1949    | З сестрою Августою Van Buren стали першими жінками, що сольно об'їхали на мотоциклах континентальні Штати. |
| Августа Ван Бюрен               |         | США                             | 1884       | 1959    | З сестрою Adeline Van Buren стали першими жінками, що сольно об'їхали на мотоциклах континентальні Штати. |
| Джессіка Вотсон                 |         | Австралія, Нова Зеландія        | 1993       | -       | Наймолодша людина, що одиночно обпливла світ без зупинок та допомоги в 16 років, 2010 (в 2012 рекорд побитий Лаурою Деккер). |
| Алоха Вендервелл                |         | США                             | 1906       | 1996    | Перша жінка, що об'їхала світ на транспорті. |
| Фенні Буллок Воркмен            |         | США                             | 1859       | 1925    | Географиня, картографка, письменниця, альпіністка, досліджувала льодовики у Гімалаях. Одна з перших професійних жінок-альпіністок. Поставила кілька жіночих рекордів висоти сходження, видала вісім книг про подорожі, відстоювала права жінок та жіноче виборче право.     |
| Енід Гордон-Гальє               |         | Британія                        | 1887       | 1931    | Мандрівниця та льотчиця, нагороджена премією за внесок у географію за експедицію до Танганьїки. |
| Табеї Дзюнко                    |         | Японія                          | 1939       | 2016    | Одна з найкращих альпіністок світу. Перша жінка, що досягла піку Евересту. Підкорила восьмитисячники Аннапурну, Шишабангму. 1992 року першою серед жінок виконала програму «7 вершин», підкоривши піки всіх континентів[2].                                                 |
| Таная Ебі                       |         | США                             | 1966       | -       | Рекордно наймолодша людина та перша американська жінка, що сольно обпливла навколо світу з зупинками та допомогою (з 18 до 21 року, майже без підготовки та в поганих стартових умовах).                                                                                    |
| Берт Кабра                      |         | Бельгія                         | 1864       | 1947    | Перша європейська жінка, що перетнула центральну Африку зі Сходу на Захід. |
| Гелен Каддік                    |         | Англія                          | 1845       | 1926    | Мандрівниця, авторка щоденників та письменниця, багато подорожувала Америками, Середнім та Далеким Сходом. |
| Келаміті Джейн                  |         | США                             | 1852       | 1903    | Прикордонниця та професійна розвідниця, скаутка, вимагала знайомтва з Диким Біллом Гіккоком та війни з ідіанцями. |
| Христина Хойновська-Ліскевич    |         | Польща                          | 1936       | -       | Перша жінка, що сольно обпливла навколо світу. |
| Кей Котті                       |         | Австралія                       | 1954       | -       | Перша жінка, що сольно обпливла світ без зупинок. |
| Октавія Кудро                   |         | Франція                         | б. 1870    | б. 1910 | Рання дослідниця та географка амазонського регіону в Бразилії та Французькій Гвіані. |
| Аймі Кроке                      |         | США                             | 1864       | 1941    | Спадкоємиця та письменниця, провела декаду в дослідженнях Далекого Сходу у 1890-х. Подорожувала в глибини Яви і Борнео. |
| Софія Даненберг                 |         | США                             | 1972       | -       | Перша афроамериканка, що досягла вершини Евересту. |
| Александра Давид-Неель          |         | Франція                         | 1868       | 1969    | Подорожувала до Тибету, коли він був закритий для іноземних людей. |
| Робін Девідсон                  |         | Австралія                       | 1950       | -       | Подолала 1700 миль на верблюді від Alice Springs до західного узбережжя Австралії. |
| Лаура Деккер                    |         | Данія, Німеччина, Нова Зеландія | 1995       | -       | Нідерландська яхтсменка. Наймолодша людина, що сольно обпливла навколо світу. |
| Касандра ДіПеколь               |         | США                             | 1989       | -       | Перша задокументована жінка, найшвидша та наймолодша американка, що відвідала всі незалежні держави протягом мандрівки з 24 липня 2015 до 2 лютого 2017 (жіночий рекорд Гіннеса).                                                                                           |
| Єва Діксон                      |         | Швеція                          | 1905       | 1938    | Дослідниця, авіаторка, мандрівна письменниця та водійка ралі. Перша жінка, що перетнула Сахару на авто. |
| Грейс Маргеріт Гей Драммонд-Гей |         | Англія                          | 1895       | 1946    | Перша жінка, що здійснила навколосвітню подорож повітрям (на Zeppelin). |
| Едіт Дарем                      |         | Англія                          | 1863       | 1944    | Досліджувала Албанію і Балкани. Мисткиня, письменниця, відома антропологічними дослідженнями Албанії. |
| Амелія Ергарт                   |         | США                             | 1897       | 1937    | Перша жінка, що сольно пролетіла крізь Атлантику. Володарка численних льотчицьких рекордів. |
| Ізабель Ебергардт               |         | Швейцарія                       | 1877       | 1904    | Дослідниця та письменниця в Алжирі, що прийняла в іслам та вільно подорожувала в чоловічому одязі. |
| Гертруда Едерл                  |         | США                             | 1905       | 2003    | Перша жінка, що перепливла Ла-Манш і, до того ж, на дві години швидше, ніж п'ятеро чоловіків до неї. |
|                                 |         |                                 |            |         | |
| Барбара Гілларі                 |         | США                             | 1931       | -       | Перша афро-американська жінка, що досягла Північного Полюсу. |
| Емі Джонсон                     |         | Англія                          | 1903       | 1941    | Авіаторка-піонерка, встановлювала літальні рекорди на довгі відстані. |
| Оза Джонсон                     |         | США                             | 1894       | 1953    | Створювала фільми та книги про подорожі в Африку, південь Тихого океану, Борнео. |
| Герлінде Кальтенбруннер         |         | Австрія                         | 1970       |         | Перша жінка, що сходила на 14 гір-восьмитисячниць без додаткового кисню. |
| Мері Кінгслі                    |         | Англія                          | 1862       | 1900    | Етнографиня та дослідниця Західної Африки, результати її роботи допомогли сформувати європейське сприйняття африканських культур та британського імперіалізму. |
| Белінда Кірк                    |         | Британія                        | 1974 чи 75 | -       | Засновниця Explorers Connect. Подорожувала Африкою, Нікарагуа, китайською пустелею Такла-Макан. Очолювала першу виключно жіночу веслову команду в беззупинній подорожі Британією.                                                                                           |
| Несс Кнайт                      |         | Південна Африка                 | 1985       | -       | Дослідниця, перша жінка в історії, що пливла Темзою від джерела до Лондону в 2013. Завершила соло-траверс з віддалених регіонів північної Намібії у 2016. |
| Енні Лондондеррі                |         | Латвія, США                     | 1870       | 1947    | Перша жінка, що об'їхала світ на велосипеді. Антерпренерка, атлетка, вільнодумка. |
| Поллі Летофскі                  |         | США                             | 1962       | -       | Перша жінка, що обійшла світ пішки. В 1999 почала 5-річний навколосвітній маршрут на привернення уваги до раку молочної залози за підтримки Lion's Club. |
| Шарлотта Менсфілд               |         | Англія                          | 1881       | 1936    | Написала Via Rhodesia (1911) про свої мандри Південною Африкою. |
| Берил Маркем                    |         | Англія                          | 1902       | 1986    | Кенійська авіаторка (одна з перших, хто пілотували малі літаки), авантюристка, тренерка кінної ізди та письменниця. Перша жінка, що сольно облетіла Атлантику зі Сходу на Захід.                                                                                            |
| Аннетт Меакін                   |         | Англія                          | 1867       | 1959    | Перша англійська жінка, що перетнула Транссибірську магістраль. Описала це в «The Ribbon of Iron». Подорожувала в Туркестані та інших частинах Росії. |
| Юнес Мексія                     |         | Мексика                         | 1870       | 1938    | Вчена з ботаніки та дослідниця, що почала кар'єру в 55. Відкрила новий рід (Mexianthus) та багато нових видів рослин. |
| Дервла Мерфі                    |         | Ірландія                        | 1931       | -       | Мандрівна письменниця, наодинці проїхала на велосипеді Європу, Іран, Афганістан, Пакистан та Індію. |
| Сара Маркіз                     |         | Швейцарія                       | 1972       | -       | Сучасна авантюристка та дослідниця, пройшла пішки 16 000 км Азією, Сибіром та Австралією. |
| Маріанна Норт                   |         | Англія                          | 1830       | 1890    | Плідна вікторіанська біолог та ботанічна ілюстраорка. Подорожувала та досліджувала рослинність світу. |
| Іда Пфайффер                    |         | Австрія                         | 1797       | 1858    | Одна з перших жінок-експедиторок. Подорожувала світом наодинці в 1847, збираючи рослини, комах, молюсків та мінерали. Видавала книги про свої численні подорожі, котрі перекладено сімома мовами.                                                                           |
| Анесія Пінеро Мачадо            |         | Бразилія                        | 1904       | 1999    | Друга ліцензована льотчиця в Бразилії, авіаційна журналістка, здійснювала міжнародні пасажирські перельоти. |
| Кейт Райс                       |         | Канада                          | 1882       | 1963    | Перша жінка-дослідниця надр у Північній Канаді, письменниця; мисливиця на пушних звірів, санна гонщиця, знана вправністю на нартах. Працювала у Північній Манітобі з 1914 до 1960-х.                                                                                        |
| Ванда Руткевич                  |         | Польща                          | 1943       | 1992    | Підкорювачка гір, перша жінка, що успішно сягнула K2. |
| Кіра Селек                      |         | США                             | 1971       | -       | Подорожувала Малі та Папуа Новою Гвінеєю, авторка книг про це. |
| Беріл Смілтон                   |         | Англія                          | 1905       | 1979    | Альпіністка, корабельна морячка, сухопутна мандрівниця. |
| Енні Сміт Пек                   |         | США                             | 1850       | 1935    | Альпіністка й письменниця. Перша людина, що сягнула гори Уаскаран в Андах. |
| Хестер Стенхоуп                 |         | Англія                          | 1776       | 1839    | Керувала першою сучасною археологічною розвідкою Святої Землі; подорожувала перевдягнута чоловіком (була розкрита). Одне з перших використала текстове джерело (середньовічний текст) в археології.                                                                         |
| Фрея Старк                      |         | Англія, Італія (нар. — Франція) | 1893       | 1993    | Подорожувала та писала про Середній Схід, включно з Аравійською пустелею та Афганістаном. Альпіністка, археолог, дама-командор ордену Британської імперії, сестра-командор ордену Святого Іоанна Єрусалимського.                                                            |
| Розі Свейл-Поуп                 |         | Швейцарія, Ірландія, Британія   | 1946       | -       | Британська авторка, що бігала, ходила та плавала навколо світу. Успішно завершила п'ятирічний навколосвітній забіг, одиночно перетнула Атлантичний океан на малому човні, здійснила 4,800 км трекінгу в Чилі кінно.                                                         |
| Кларенор Стіннес                |         | Німеччина                       | 1901       | 1990    | Перша жінка, що здійснила навколосвітню подорож автомобілем. |
| Енні Едсон Тейлор               |         | США                             | 1838       | 1921    | Перша людина, що пережила подорож Ніагарським водоспадом у бочці (24 жовтня 1901 року). |
| Олександріна Тинне              |         | Данія                           | 1835       | 1869    | Дослідниця Африки та перша європейська жінка, що намагалась перетнути Сахару. Перша й єдина жінка, яка організувана експедицію з метою відкриття та дослідження невідомих територій в Африці.                                                                               |
| Анджела Фішер                   |         | Австралія                       | 1947       | -       | Фотографка, письменниця та мисткиня, що документувала племенні культури та прикраси Африки, найвідоміша у союзі з американською фотографкою Carol Beckwith. Її книги в цьому співавторстві включають Africa Adorned та 13 інших.                                            |
| Рената Хлумска                  |         | Чехія, Швеція                   | 1973       | -       | Альпіністка, пригодниця. Скорила Еверест, на каяку та велосипеді освоїла до 48 штатів США. |
| Еннмарі Шварценбах              |         | Швейцарія                       | 1908       | 1942    | Журналістка та фотографка, подорожувала до Ірану, Афганістану, Африки. |